# Alvinocaridinides formosa
Alvinocaridinides formosa is een garnalensoort uit de familie van de Alvinocarididae. De wetenschappelijke naam van de soort is voor het eerst geldig gepubliceerd in 2010 door Komai & Chan.